# 拉亚诺
拉亚诺（義大利語：Raiano），是意大利阿布鲁佐大区拉奎拉省的一个市镇。总面积29.09平方公里，人口2931人，人口密度100.8人/平方公里（2009年）。ISTAT代码为066077。